# Savills
Savills là một công ty dịch vụ bất động sản của Anh có trụ sở tại London. Nó được niêm yết trên Sàn giao dịch Chứng khoán Luân Đôn và là một bộ phận cấu thành của Chỉ số FTSE 250.

## Lịch sử
Doanh nghiệp được thành lập bởi Alfred Savill (1829–1905) vào năm 1855 tại Luân Đôn. Vào thời điểm Alfred Savill qua đời vào năm 1905, các con trai của ông là Alfred, Edwin và Norman đã được thành lập trong quan hệ đối tác. Vào những năm 1920, công ty chuyển đến Lincoln's Inn Fields. Trong Chiến tranh thế giới thứ hai, Norman Savill đã đến Wimborne ở Dorset, mang theo những hồ sơ quan trọng bên mình. Các đối tác còn lại ở lại Lincoln's Inn Field. Đến những năm 1970, công ty được đổi tên thành Savills. Công ty được thành lập như một công ty trách nhiệm hữu hạn vào năm 1987 và được niêm yết trên Sàn giao dịch Chứng khoán Luân Đôn vào năm 1988.

## Tại Việt Nam
Savills Việt Nam là một trong những tập đoàn bất động sản lớn nhất tại Việt Nam, có văn phòng tại Hà Nội, Đà Nẵng và Thành phố Hồ Chí Minh. Ngoài bất động sản nhà ở và môi giới đầu tư, Savills Việt Nam còn hoạt động trong lĩnh vực khách sạn và giải trí. Ngoài việc cung cấp các dịch vụ tư vấn và công nghiệp, Savills Việt Nam còn tích cực trong lĩnh vực quản lý bất động sản.
Savills thường đưa ra những báo cáo định kỳ về thị trường bất động sản Việt Nam .

#### TPHCM Q1 2022
Theo báo cáo của Savills Việt Nam ,
Trong Q1/2022, nguồn cung sơ cấp đạt 4.050 căn, giảm -48% theo quý và -18% theo năm. Hạng C chiếm 74% nguồn cung sơ cấp, theo sau là Hạng B với 23%. Tỷ lệ hấp thụ toàn thị trường đạt 75%, cao nhất trong 5 quý gần đây và nguồn cung mới đạt tỷ lệ hấp thụ 83%. Trong Q1/2022, giá bán trung bình giảm -14% theo quý xuống 2.730 USD/m2 thông thủy do việc tạm ngưng phân phối của các dự án phân khúc cao cấp. Các chủ đầu tư bất động sản đang đối mặt với những khó khăn trong việc tiếp cận nguồn vốn thông qua trái phiếu doanh nghiệp và các khoản vay ngân hàng do Chính phủ đang đẩy mạnh hoạt động hạn chế và giám sát nguồn vốn.